# Hokejski klub Pomurje
Hokejski klub Pomurje (kratica HK Pomurje) je slovenski klub hokeja na travi. Klub je bil znan tudi pod imenom ABC Pomurka (1985-1991) in DŠR Murska Sobota (1996-danes). Klub je v sezoni 2009/2010 prenehal tekmovati.

## Zgodovina
V Prekmurju je konec leta 1970 padla ideja po ustanovitvi kvalitetnega moštva, ki bi ga sestavljali najboljši igralci v regiji. Zato je bil ustanovljen Hokejski klub Pomurje, ki se je leta 1971 vključil v zvezno Jugoslovansko ligo - zahod. V tem, najvišjem rangu tekmovanja, je ekipa igrala vključno s sezono 1975/1976, nato pa se v sezoni 1976/1977 preselila v II. zvezno ligo. Po krajšem premoru, so se na zvezni nivo vključili, še v štirih sezonah osemdesetih let dvajsetega stoletja.
Velike uspehe je ekipa dosegala na republiškem nivoju Slovenije, kjer je osvajala naslove članskih državnih in pokalnih prvakov. HK Pomurje je imel vedno tudi dober podmladek, tako so bili mladinci republiški prvaki Slovenije v letih 1977 in 1978, pionirji pa leta 1975. V osemdesetih letih dvajsetega stoletja so iz HK Pomurje prihajali tudi reprezentanti, različnih selekcij, državne reprezentance Jugoslavije. V letu 1984, so se v klub začeli ukvarjati tudi z dvoranskim hokejem in tudi tam dosegali lepe rezultate.
V letu sezoni 1984/1985 se je ekipa preimenovala v ABC Pomurka in ime nosila do konca sezone 1990/1991. V prvi sezoni v samostojni Sloveniji (1991/1992), se je ekipa ponovno preimenovala v HK Pomurje. Pred to sezono so iz kluba izstopili hokejisti iz Predanovcev, saj je bil ustanovljen Hokejski klub Triglav Predanovci. V prvenstvih v samostojni Sloveniji, klub ni osvojil nobene lovorike, še najbližje temu so bili na dvoranskem prvenstvu leta 2007, ko so jih v finalu z visokih 13:0 premagali HK Pliva Lipovci. 
Člani kluba so aktivno sodelovali pri gradnji vseh treh igrišč z umetno travo v Lipovcih, Predanovcih in Moravskih Toplicah. Igrišče z umetno travo je predpogoj za moderno igro hokeja na travi. Kljub velikim prizadevanjem vodilnih v klubu, jim podobnega igrišča v Murski Soboti ni uspelo zgraditi, zato so vrsto let vse treninge in domače tekme odigravali v Lipovcih. Žal je imelo večletno gostovanje v Lipovcih negativne posledice, ki so se pokazale predvsem v delu s podmladkom. Tako je klub v sezoni 2009/2010 prenehal z nastopanjem. 

### Rezultati na jugoslovanskem nivoju:
- 1971/1972 5. mesto, zvezna liga - zahod
- 1972/1973 9. mesto, zvezna liga - zahod
- 1973/1974 9. mesto, zvezna liga - zahod
- 1974/1975 7. mesto, zvezna liga - zahod
- 1975/1976 7. mesto, zvezna liga - zahod
- 1976/1977 3. mesto, II. zvezna liga
- 1981/1982 6. mesto, medrepubliška liga
- 1985 1. mesto, medrepubliška liga - dvoranski hokej
- 1986 2. mesto, medrepubliška liga - dvoranski hokej
- 1985/1986 5. mesto, zvezna liga - zahod
- 1986/1987 5. mesto, medrepubliška liga
- 1987/1988 9. mesto, medrepubliška liga

### Osvojene lovorike na republiškem nivoju:
- 10 naslovov slovenskih prvakov (1974, 1977-1978, 1982-1985 in 1989-1991)
- 14 naslovov pokalnih zmagovalcev Slovenije (1976-1988 in 1990)
- 5 naslovov slovenskih prvakov v dvoranskem hokeju (1984-1986, 1988 in 1991)

### Člani kluba v reprezentancah Jugoslavije:
- Ludvik Črnko ima en nastop za člansko reprezentanco Jugoslavije.
- Jože Časar ima osem nastopov za reprezentanco do 21 let in dva nastopa za mladinsko reprezentanco Jugoslavije.
- Vitomir Fujs ima šest nastopov za reprezentanco do 21 let in sedem nastopov za mladinsko reprezentanco Jugoslavije.
- Vito Zelko ima en nastop za jugoslovansko reprezentanco do 21 let.
- Zdenko Lenarčič ima en nastop za jugoslovansko reprezentanco do 21 let.
- Viktor Cipot ima šest nastopov za mladinsko reprezentanco Jugoslavije.
- Drago Kuhar ima en nastop za mladinsko reprezentanco Jugoslavije.